# Dobriša vas
Dobriša vas je naselje v Občini Žalec.
Dobriša vas je naselje ob železniški progi Celje - Velenje, takoj za naseljem Petrovče. Na vzhodnem robu vasi stoji graščina Novo Celje, eden  najpomembnejših spomenikov baročne arhitekture v Sloveniji.